# Trnova katedrala
Trnova katedrala je umetniško delo Hermana van Bergena v Willemstadu (Curaçao). Podnaslov dela je Oda svobodnemu duhu. Je tudi oda prvotnim prebivalcem Curaçaa, Caquetios, katerih jezik, Caquetío, spada v jezikovno družino Arawak.
Katedrala stoji na vrtu Landhuis Bloemhof na temeljih nekdanje hiše kiparja Maya Henriqueza,  visoka je deset metrov in obsega štiristo kvadratnih metrov. Sestavljena je iz tridesetih milijonov grmov trnov Vachellia tortuosa, lokalno znanih kot sumpiña, ki so razporejeni na kovinskem skeletu, podobna skalni formaciji El Indjan blizu Sint Willibrordusa. Gre za osvetljen labirint, skozi katerega se lahko sprehodimo in v katerem so vtkani simboli različnih religij. V stenah so niše, v katerih visijo predmeti sodobne umetnosti, sprednja stran deluje kot gledališče na prostem.
Projektant Herman van Bergen je osem let delal na konstrukciji, ki jo je realiziralo osemnajst brezposelnih mladih v vajeniškem programu. Simbolično prvo ploščo je 15. decembra 2012 položila Michèle Russel-Capriles, takratna predsednica oddelka za Nizozemske Antile in Arubo Kulturnega sklada. Uradna otvoritev je bila 2. februarja 2020.
V prvih mesecih po odprtju je katedrala pritegnila od šeststo do tisoč obiskovalcev na dan. Zaradi koronske krize se je ta številka zmanjšala in v prvem letu skupaj dosegla 90.000 obiskovalcev. Februarja 2021 je Studio Loos ob svoji prvi obletnici lansiral video produkcijo. Svoje pri tem povedo različni umetniki in drugi vpleteni. Od julija 2021 je katedrala vsak prvi petek v mesecu odprta tudi zvečer, ko je osvetlitev še bolje prikazuje umetniško delo.
Novembra 2021 je princesa Beatrix obiskala katedralo v trnju. Rekla je, da se ji zdi to odličen projekt in je ostala brez besed, tako lepo je bilo. Po besedah Ellen Spijkstra je princesa videla tudi pomen projekta za turizem in gospodarstvo, saj privablja turiste, ki jih poleg sonca, morja in plaže zanimata tudi umetnost in kultura.   Februarja 2023 so kralj Willem Alexander, kraljica Máxima in princesa Amalia obedovali v katedrali ob njuni 21. obletnici poroke, skupaj z 21 svetniki iz Curaçaa.  Novembra 2023 je princesa Beatrix ponovno obiskala katedralo.
ZDF je leta 2023 posnel dokumentarni film o katedrali.
Februarja 2024 je katedrala vključevala zbirko več kot 45 umetniških del. 

## Priznanja
Leta 2020 je umetniško delo prejelo dve nagradi CODA: v kategoriji krajine in nagrado People's Choice. Prvič se je zgodilo, da je isti projekt prejel dve nagradi. CODA je ameriška platforma, na kateri se lahko predstavijo vizualni umetniki, oblikovalci in arhitekti. 
Leta 2022 je Herman van Bergen prejel nagrado za inovatorja Mednarodnega centra za kiparstvo, ki priznava "ustvarjalne inovacije posameznikov, organizacij ali kolektivov, ki razvijajo nove ideje na področju sodobnega kiparstva". 
- Delo Jeroena Krabbeja
- Dobro jutro življenje Hortence Brown
- Delo Frančiška Slinga
- Caiquetios avtorice Avantia Damberg
- Delo Ellen Spijkstra

- Website Cathedral of thorns